# Monastère de Hanle
Le monastère de Hanle est un monastère  bouddhiste situé dans le village de Hanle, qui se trouve à 250 km au sud de Leh, la capitale du Ladakh, (tibétain : གླེ, Wylie : gle, THL : lé; hindî : लेह, translit. iso : lēha), du district du même nom, dans l'État du Jammu-et-Cachemire.

## Description
L'implantation du monastère est jalousée, car le village de Hanle, est réputé pour tenir une position stratégique, dans cette région disputée de l' Inde du Nord. Abritant l'un des Observatoires astronomiques de l'Inde, la place est rendue encore plus sensible, en raison de sa proximité (19 km) avec la frontière qui sépare  le Tibet et la Chine. L'Inde y a installé en effet, le télescope himalayen gamma, Major Atmospheric Cerenkov Experiment Telescope (MACE) de 2 m. C'est le plus grand télescope au monde qui est érigé à la plus haute altitude. Opérationnel depuis 2016, c'est en outre le deuxième plus grand télescope à rayons gamma du monde qui  est exploité à distance et qui fonctionne à l'énergie solaire.

## Histoire
Le monastère a été construit au 17e siècle  sous le patronage du roi Ladakhi Sengge Namgyal (rc 1616-1642 CE) avec l'aide du célèbre lama et voyageur tibétain Taktsang Répa Ngakwang Gyatso de l'école Drukpa (Tib. druk "dragon", pa "personne", impliquant l'idée d'"école", dzongkha : འབྲུག་པ་དཀར་བརྒྱུད).Sengge Namgyal est mort en 1642 à Hanle, à son retour d'une expédition contre les Mongols, dirigés par le Qoshot, Güshi Khan, qui occupaient les provinces tibétaines de l'Ü et du Tsang et menaçaient le Ladakh. 

## Enseignement
Ce monastère est l'une des écoles majeures dans la tradition et dans la lignée Drukpa, de l'enseignement du bouddhisme tibétain qui y est inculqué se réfère à l'école Kagyu, des donations extérieures ont renforcé son influence, une trentaine de moines viennent régulièrement y prier. Par ailleurs, ce «Centre du Dharma» (Tashi Choeling) dispense un soutien scolaire et religieux aux novices, encadrés par une dizaine de moines enseignants qui y vivent dans l'établissement.

## Galerie

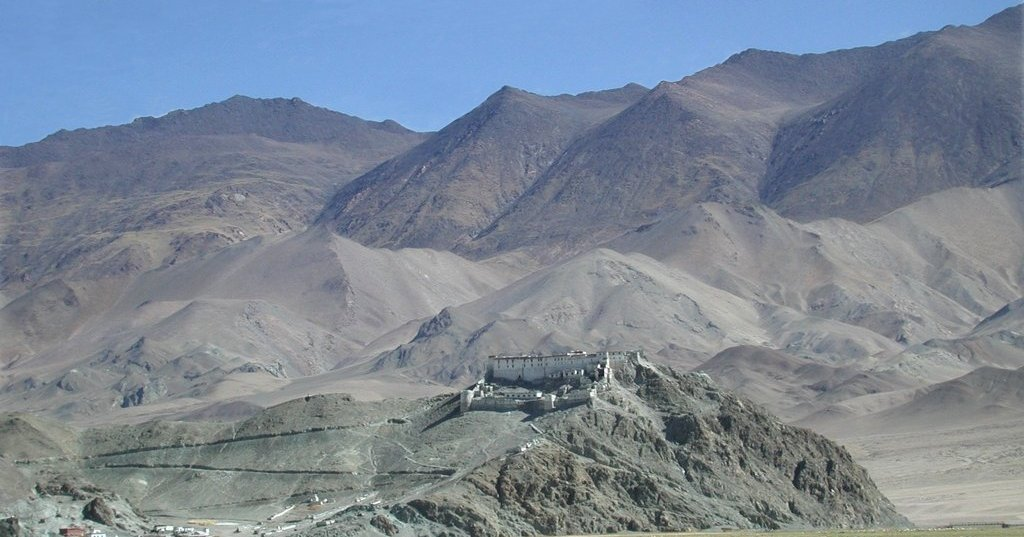
Monastère de Hanle